# Papa Bonifacio VI
Bonifacio VI (Roma, ... – Roma, 26 aprile 896) è stato il 112º papa della Chiesa cattolica. Il suo pontificato, durato appena sedici giorni, è il secondo pontificato più breve della storia della Chiesa cattolica.

## Biografia

### Origini
Romano, era figlio di un vescovo di nome Adriano. Quand'era circa sulla settantina, fu degradato e scomunicato due volte da papa Giovanni VIII, forse per una condotta morale dissoluta o per ragioni politiche: con il primo provvedimento fu degradato da suddiacono a laico e scomunicato; con il secondo il pontefice, dopo avergli tolto la scomunica, riabilitato come suddiacono ed elevato al sacerdozio, lo scomunicò di nuovo e lo depose dal sacerdozio. Giovanni VIII non lo reintegrò più, perciò è plausibile che l'abbia fatto un successore: Marino I, Adriano III, Stefano V o papa Formoso. Quest'ultimo lo nominò cardinale.

### Papato
Bonifacio fu eletto nell'aprile 896 (probabilmente il 10), nonostante il poco edificante passato e senza tener conto di alcuna delle prescrizioni canoniche sull'elezione papale. Si dice, infatti, che fu eletto in seguito ad un tumulto, dovuto forse come reazione allo strapotere che Arnolfo di Carinzia, l'imperatore riconosciuto da Formoso, esercitava sulla città attraverso il suo vicario Faroldo. Bonifacio, divenuto papa in una Roma lacerata tra il partito filo-germanico e quello spoletino, poté occupare per pochissimo tempo il soglio pontificio: morì, infatti, dopo soli sedici giorni (26 aprile). Il suo è il secondo pontificato più breve, il terzo se si include quello di papa Stefano (II), durato solo quattro giorni.